# Inigo Montoya
Inigo Montoya è uno dei principali personaggi del libro fantasy di William Goldman La principessa sposa (1973) e dell'adattamento cinematografico da esso tratto, La storia fantastica (di Rob Reiner, 1987). Sia nel libro sia nel film Inigo è originario della Spagna e risiede nella immaginaria città di Florin.
Inigo è una semplificazione ortografica del nome spagnolo Íñigo, di cui mantiene la pronuncia (Ìgnigo).

## Biografia

### L'uccisione del padre
Inigo aveva solo undici anni quando suo padre Domingo Montoya, un abilissimo fabbro spadaio, venne ucciso. Pur essendo molto abile Domingo non era famoso perché disprezzava aver a che fare con persone ricche e spregevoli. Un giorno però il Conte Rugen, un uomo con sei dita, gli commissionò una spada. Domingo ci lavorò per un anno intero e quando l'uomo tornò pretese di pagarla solo un decimo del prezzo pattuito. Domingo rifiutò di cedere la spada, non tanto per il prezzo ma perché evidentemente il Conte non sapeva apprezzare il lavoro, e proclamò che avrebbe dato allora la spada al proprio figlio Inigo. L'uomo con sei dita gli rubò la spada e con quella gli trafisse il cuore. Avendo visto la scena Inigo sfidò subito Rugen a duello per vendicare il padre. L'uomo con sei dita ebbe facilmente ragione del bambino ma ne riconobbe il talento, non lo uccise e gli permise di tenere la spada ma gli segnò entrambe le guance con cicatrici. Da quel momento Inigo dedicò la sua vita ad imparare l'arte della scherma per poter riuscire a vendicare il padre.

### L'ingaggio per rapire la principessa
Dopo molti anni passati a cercare Rugen, sentendosi incapace di compiere la propria missione, Inigo è diventato depresso e affoga il dispiacere nel vino. È a questo punto che viene ingaggiato insieme a un siciliano di nome Vizzini e a un possente turco di nome Fezzik per rapire la principessa Bottondoro per scatenare una guerra tra Florin e Ghilden (la città nemica di Florin). I tre riescono a rapire la ragazza ma al loro inseguimento parte un uomo mascherato che in un primo momento si pensa essere il pirata Roberts ma che poi si rivela essere Westley, l'innamorato ed il "vero amore" di Bottondoro. Inigo è il primo ad essere affrontato da Westley ed i due si battono a duello. Nonostante Inigo abbia dedicato tutta la sua vita a studiare la scherma e sia diventato il miglior spadaccino conosciuto, Westley riesce a batterlo dopo un lungo duello durante il quale i due hanno modo di notare la bravura dell'altro e di scambiarsi sinceri complimenti. Così alla fine Westley gli risparmia la vita tramortendolo senza ucciderlo.
Inigo, colpito dal fatto di essere stato sconfitto e non sapendo che cosa fare, vaga senza meta finché non incontra di nuovo Fezzik e insieme decidono di andare a salvare Wesley, dato che è l'unico modo per trovare l'uomo che ha assassinato suo padre. I due trovano il corpo di Westley, ormai senza vita, nella camera delle torture del principe Humperdinck. Ma non si danno per vinti e lo portano dall'uomo chiamato “Max dei miracoli”. Max nota che Westley non è davvero morto ma solo “praticamente morto” e, con le sue arti, crea una pillola in grado di resuscitarlo.

I tre, Inigo, Fezzik e Westley, assaltano assieme il castello di Humperdinck dove si stanno celebrando le nozze tra il principe e Bottondoro. Durante l'assalto si separano e Inigo incontra finalmente il Conte Rugen e lo insegue. Messo in difficoltà dall'abilità del suo avversario, Rugen implora d'aver salva la vita e chiede a Inigo cosa volesse per risparmiarlo ma Inigo risponde «Io voglio riavere mi padre» e lo uccide pronunciando la frase che per tutta la vita si era preparato a dire: «Mi nombre es Inigo Montoya. Tu hai ucciso mi padre. Preparate a morir!» e infliggendo a Rugen le stesse cicatrici sulle guance che il Conte aveva fatto a Inigo quand'era un bambino.
Dopo aver vendicato il padre si riunisce a gli altri poco prima di fuggire dal castello e mentre cavalcano verso la libertà Westley gli affida la sua nave e il nome di Roberts.

## Versione cinematografica
(Inigo Montoya all'assassino di suo padre)
L'attore Mandy Patinkin ha rivelato di aver riportato a galla i ricordi del padre morto di cancro mentre interpretava nel film il personaggio, il quale cerca di vendicare suo padre ucciso.

## Accoglienza
Il personaggio e la sua frase ricorrente "Hola. Mi nombre es Inigo Montoya. Tu hai ucciso mi padre. Preparate a morir!" hanno avuto un grande impatto nella cultura popolare. Il duello finale viene citato da IGN tra i 100 momenti migliori della storia del cinema.
Nel videogioco World of Warcraft il personaggio Inigo Montoy è ispirato a Inigo Montoya.

## Filmografia
- La storia fantastica (The Princess Bride), regia di Rob Reiner - Mandy Patinkin
- Home Movie: The Princess Bride, regia di Jason Reitman - miniserie TV (2020) - Finn Wolfhard